# Железнодорожный район (Самара)
Железнодоро́жный район — один из внутригородских районов города Самары.
Площадь составляет 1745 га, население — 90 133 чел. (2021), на территории района пролегают 204 улицы, крупнейшие из которых: улица Юрия Гагарина, улица Аэродромная, улица Тухачевского, улица Революционная, улица Неверова и другие. Район поделен на 8 микрорайонов.
На его территории расположен железнодорожный вокзал, 13 крупных промышленных предприятий.

## История
Район образован 11 декабря 1970 года.

## Население
| 1979    | 1989     | 2002     | 2010     | 2012     | 2013     | 2014    | 2015    | 2016    |
| ------- | -------- | -------- | -------- | -------- | -------- | ------- | ------- | ------- |
| 123 310 | ↘114 513 | ↘107 035 | ↘103 175 | ↘102 548 | ↘100 865 | ↘99 572 | ↘97 264 | ↘95 555 |
| 2017    | 2018     | 2019     | 2020     | 2021     |          |         |         |         |
| ↘94 181 | ↘92 384  | ↘90 987  | ↘90 530  | ↘90 133  |          |         |         |         |

## Органы власти
Глава администрации — Вадим Владимирович Тюнин

## Объекты

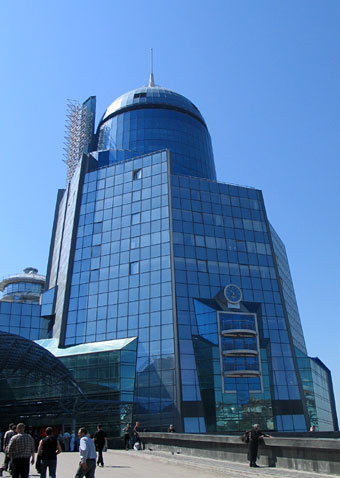
Здание железнодорожного вокзала

### Муниципальные учреждения
- МП «Парк имени Щорса» ул. Спортивная, 19
- МП «Спецкомбинат ритуальных услуг» ул. Дзержинского, 27
- МП «Самарский метрополитен» ул. Гагарина, 11а
- МП «Транссервис» ул. Мориса Тореза, 67а

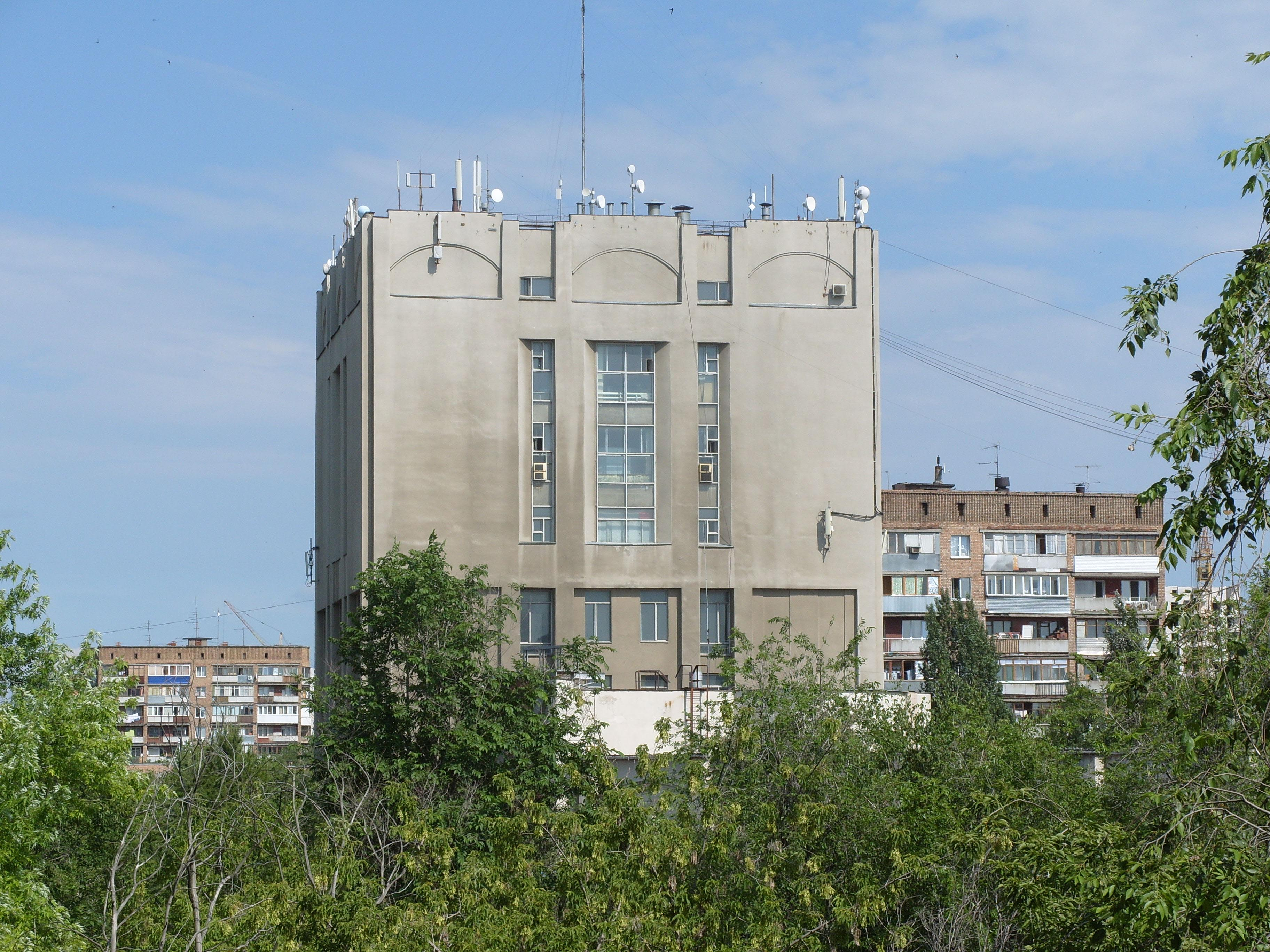
Инженерный корпус Самарского Метрополитена

### Зоны отдыха[19]
- Парк им. Щорса (площадью 3,5 га)
- Сквер на пересечении пр. К. Маркса и ул. Урицкого
- Сквер по ул. Гагарина (в районе здания «Самарский метрополитен»)
- Сквер по ул. Гагарина (в районе поликлиники № 13)
- Сквер по ул. Аэродромной (в районе здания «Самарский Дом молодежи»)

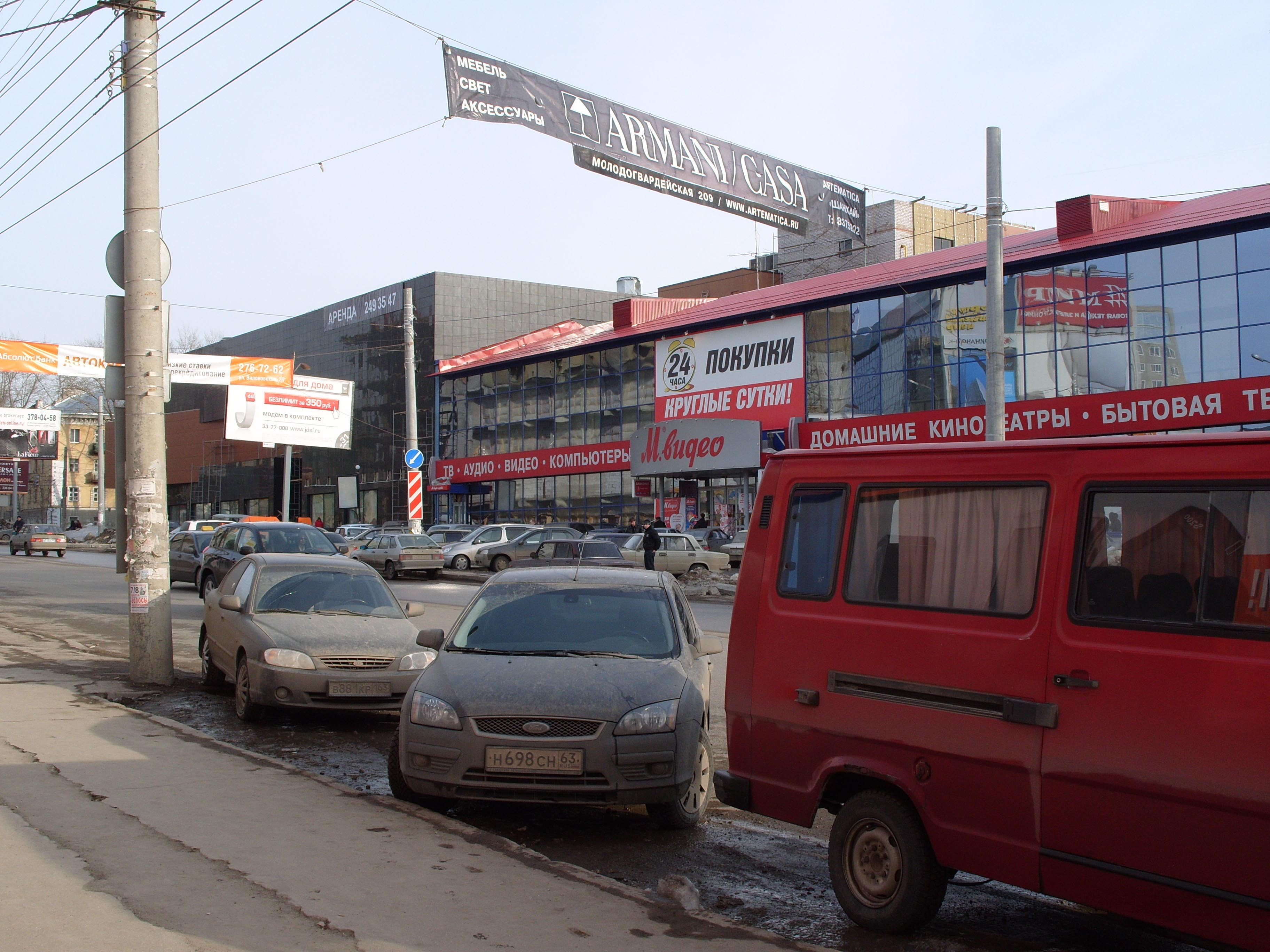
Московское шоссе на границе Железнодорожного и Октябрьского районов

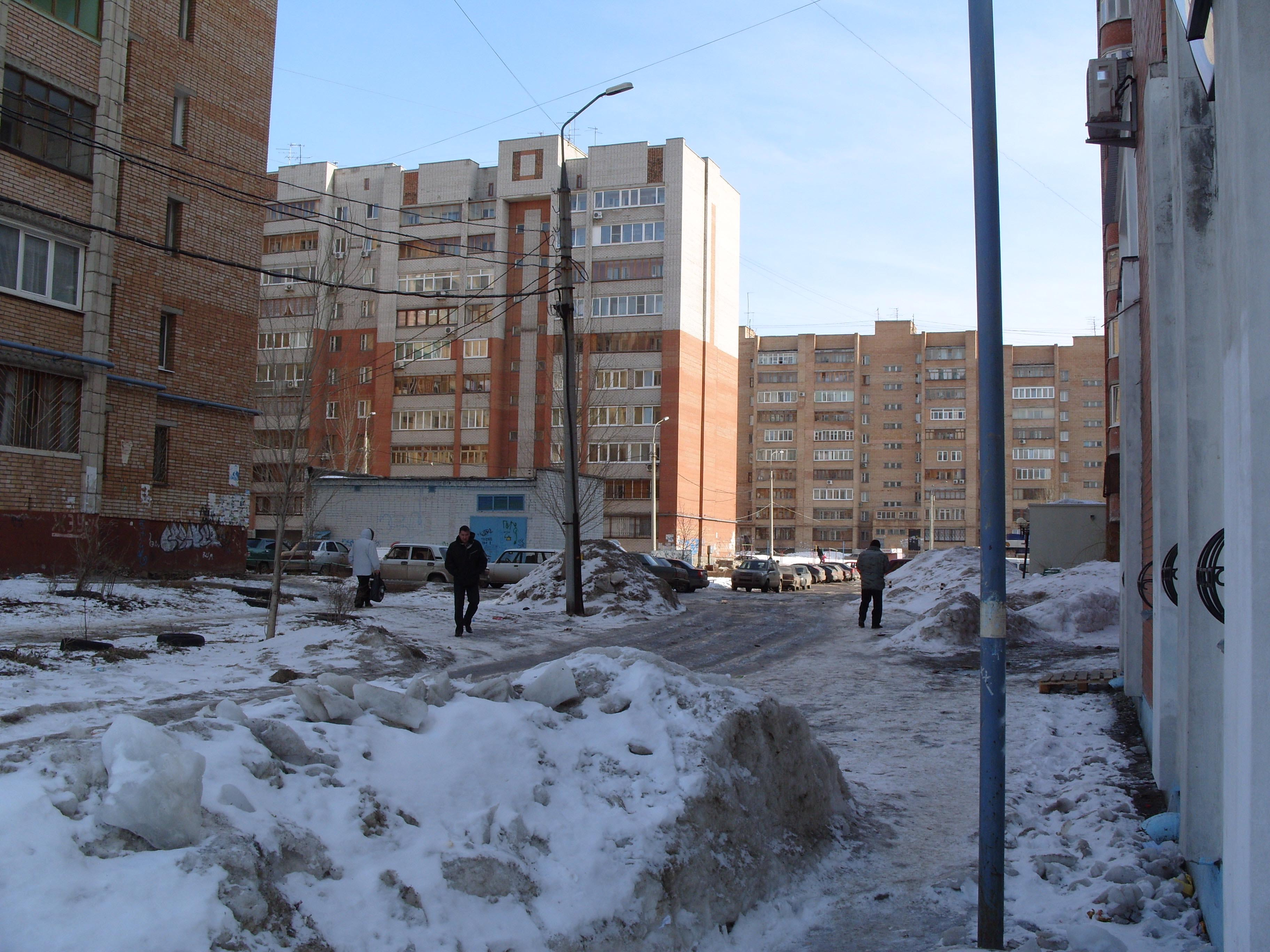
Улица Магнитогорская зимой

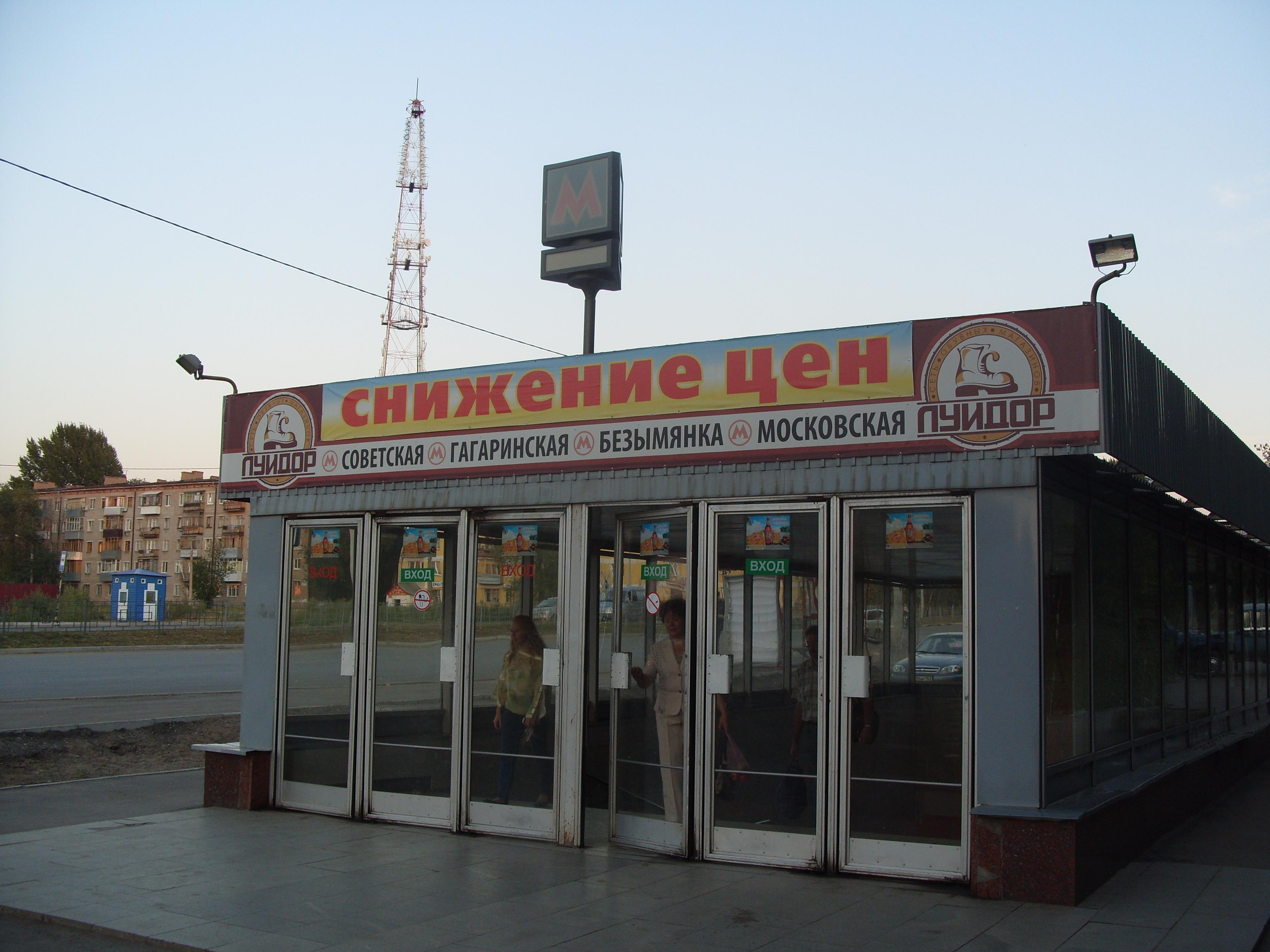
Станция метро «Московская»

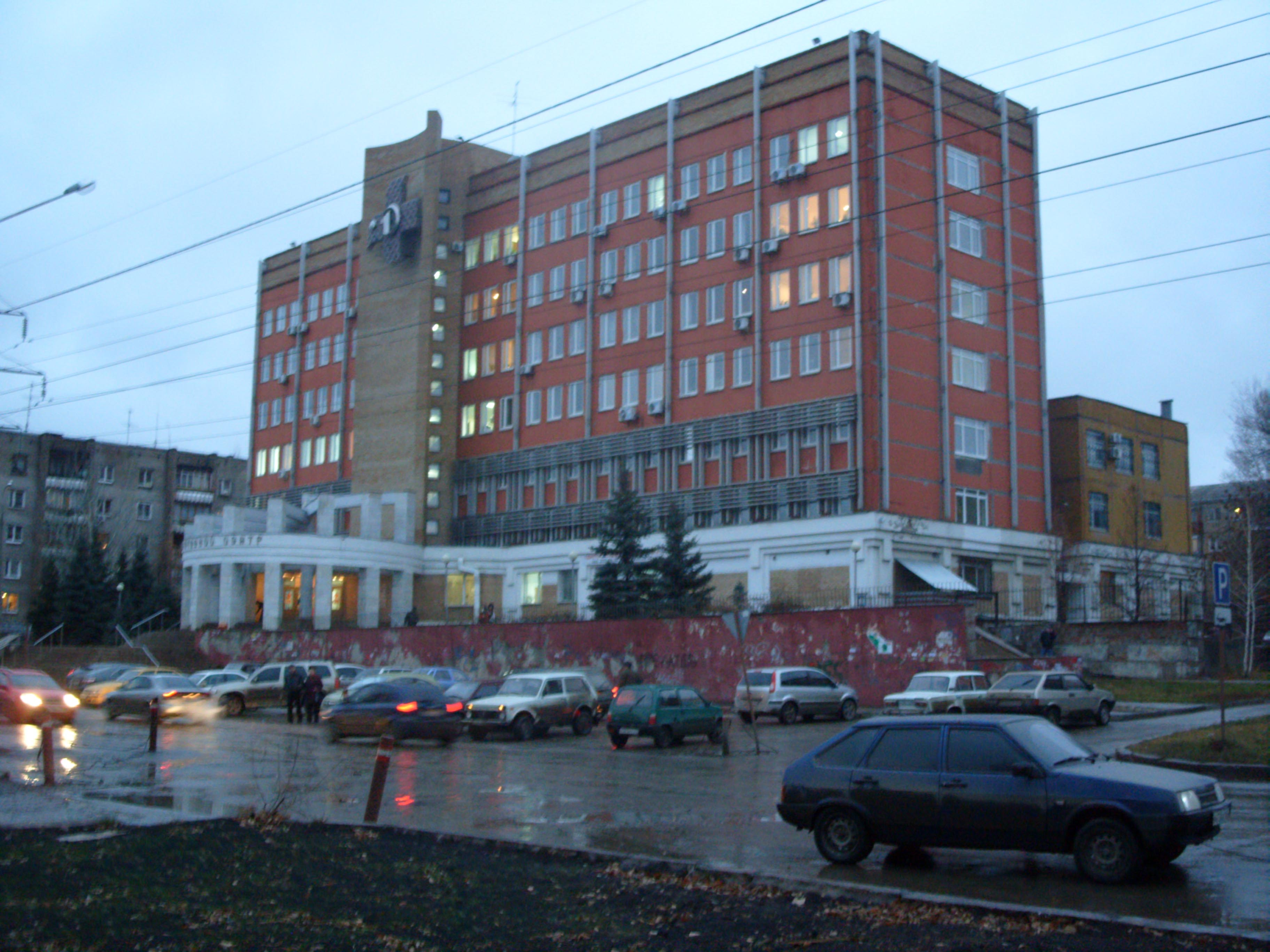
Улица Мяги, Диагностический центр

- Сквер в пос. Толевый[20].
- Крымская площадь

### Памятники и монументы[21]
- Памятник Герою Гражданской войны Николаю Щорсу. Установлен в начале 1950-х в Парке им. Щорса (ул. Спортивная, 19).
- Памятный знак, установленный в честь участников Великой Отечественной войны, проживающих в Железнодорожном районе установленный к 55-ти летию Победы. Установлен в 2000 году в Парке им. Щорса (ул. Спортивная, 19).
- Монументальная памятная стела Герою Советского Союза, летчице Ольге Санфировой. Установлена в 1985 году на пересечении ул. Аэродромной и ул. Революционной.
- Памятник расстрелянным в 1918 году борцам за дело революции. Установлен в 1950-х годах перед зданием бывшего Военного комиссариата Железнодорожного района (ул. Красноармейская, 133.
- Памятник Глебу Максимильяновичу Кржижановскому. Установлен на территории Локомотивного депо Самара структурного подразделения Самарского подразделения Куйбышевской Железной дороги (ул. Нижнехлебная, 13).
- Памятник революционерам братьям Кузнецовым[22] . Установлен в 1986 году на территории Вагонного депо Самара структурного подразделения Самарского подразделения Куйбышевской Железной дороги (ул. Нижнехлебная, 13).
- Памятник паровозу Л-3285 — привокзальная площадь в Самаре[23].
- Памятник паровозу Л-5188 — стадион «Локомотив» (Самара, Россия)
- Памятник паровозу Су−211-85 — Локомотивное депо Самара (Самара, Россия)

## Экономика района
| Год  | Число предприятий, всего | Объём промышленной продукции (работ, услуг) (млн. руб.) | Произведено потребительских товаров (млн. руб.) | Темп роста в % к соответствующему периоду |
| ---- | ------------------------ | ------------------------------------------------------- | ----------------------------------------------- | ----------------------------------------- |
| 2004 | 6269                     | 3945,1                                                  | 2396,3                                          | 129,9                                     |
| 2005 | 6577                     | 23623,1                                                 | н/д                                             | 118,0                                     |
| 2006 | 7255                     | 26205,6                                                 | н/д                                             | 118,8                                     |

## Образование
В районе работает 14 муниципальных образовательных учреждений, из них 13 общеобразовательных школ (школа № 37 имеет вечернее отделение) и 1 «Классический лицей».
Количественный состав школ за истекший период времени не менялся, изменилось только количество обучающихся. В 2003 году в 14 общеобразовательных школах обучалось 9033 детей, в 2006 году было 7427 школьников.

### Средне-специальное образование
На территории района находятся три средне-специальных учреждения, в которых обучается более 3000 студентов:
- Самарский техникум легкой промышленности
- Самарский техникум железнодорожного транспорта им. А. А. Буянова
- Профессиональный лицей № 76

### Высшее образование
На территории района расположены два высших учебных заведений, в которых обучаются более 2000 студентов:
- Самарский институт управления
- Самарский институт (филиал) «Российский государственный торгово-экономический университет»